# 삼흥회사
삼흥회사는 조선민주주의인민공화국의 자동차 및 중장비 제조업체이다.

## 개요
자동차와 중장비를 생산하고 수입하고 판매한다. 
이 회사의 대표적인 브랜드는 "천지"가 있다.

## 생산 차량
- 승용차
- SUV
- 버스
- 승합차
- 트럭
- 중장비

## 같이 보기

### 일반 주제
- 조선민주주의인민공화국
- 평양시
- 자동차
- 승용차
- 버스
- 승합차
- 트럭
- 중장비

## 다른 자동차 업체
- 승리자동차연합기업소
- 평화자동차
- 청풍합영회사
- 금평자동차
- 평양무궤도전차공장
- 청진뻐스공장
- 평남기계종합공장
- 조선평운중성합영회사